# Stazione di Baressa-Baradili
La stazione di Baressa-Baradili, già stazione di Baradili-Genuri fu una fermata ferroviaria situata nel comune di Baradili, al servizio di questo abitato e di quello di Baressa, posta lungo la ferrovia Villamar-Ales.

## Storia
La fermata fu costruita nella prima metà degli anni dieci del Novecento per conto della Ferrovie Complementari della Sardegna, nell'ambito della fase di realizzazione della linea ferroviaria a scartamento ridotto tra Villamar e Ales, il cui tracciato si sviluppò immediatamente a ovest dell'abitato di Baradili. La ferrovia e la fermata, entrambe gestite in concessione dalle FCS, furono inaugurate il 21 giugno 1915. Con ordine di servizio del 5 luglio 1919 la fermata assunse il nome di "Baradili-Genuri".
L'attività ferroviaria proseguì nella struttura per poco più di quarant'anni: nel secondo dopoguerra infatti si concretizzarono le intenzioni di cessare il traffico sulla Villamar-Ales e di convertirne le relazioni al trasporto su gomma: il 5 settembre 1956 la linea fu definitivamente chiusa e con essa cessò l'attività nella fermata, le cui strutture furono in seguito integralmente rimosse.

## Strutture e impianti
Posta alla periferia sud-ovest di Baradili la struttura, configurata come fermata passante, era classificata come assuntoria.

## Movimento
Negli anni di attività ferroviaria lo scalo fu servito dalle relazioni passeggeri e merci delle Ferrovie Complementari della Sardegna.